# 598855 Agerer
598855 Agerer este o planetă minoră (asteroid) din centura de asteroizi. A fost descoperită pe 26 februarie 2009 la Observatorio de Calar Alto⁠(d) de Felix Hormuth⁠(d). 
Obiectul prezintă o orbită caracterizată de o semiaxă mare de 2,2842118691546 UAi, o excentricitate de 0,20732079012845, o înclinație de 7,4563919563788 ° în raport cu ecliptica.